# ناحیه مرکز سود
ناحیه مرکز سود (به لاتین: Centre-Sud Region) یک منطقهٔ مسکونی در بورکینافاسو است که در بورکینافاسو واقع شده‌است. ناحیه مرکز سود ۱۱٬۳۱۳ کیلومتر مربع مساحت و ۷۸۸٬۳۴۱ نفر جمعیت دارد.